# Mr. Arrow Key
"Mr. Arrow Key" là đĩa đơn thứ bảy của nữ ca sĩ người Đức Lena Meyer-Landrut, được phát hành vào ngày 17 tháng 5 năm 2013. Ca khúc được sáng tác bởi Lena, Linda Carlsson và Sonny Boy Gustafsson, cũng là nhà sản xuất cho ca khúc này trong album phòng thu thứ ba của cô, Stardust (2012).

## Background
"Mr. Arrow Key" được sáng tác bởi Meyer-Landrut cùng với nữ ca sĩ - nhạc sĩ người Thụy Điển Linda Carlsson, thường được gọi là Miss Li ở Thụy Điển, và Sonny Boy Gustafsson, cũng là người sản xuất ca khúc này cho Lena. Lisa Carlsson cũng góp giọng trong một ca khúc khác của Lena là ASAP. Gustafsson và Carlsson cũng tham gia vào sáng tác và sản xuất năm trong số các ca khúc khác trong album Stardust của Lena.
Mr. Arrow Key được thu âm tại studio Gröhndal Årstaberg, Thụy Điển. Ca khúc dài 3 phút 33 giây được xuất xưởng lần đầu vào ngày 12 tháng 10 năm 2012, nằm trong album thứ ba Stardust của Lena, nằm thứ hai trong tracklist. Về mặt kĩ thuật, thể loại của ca khúc được mô ta là mang âm hưởng của pop, dân ca và swing.
Ca từ của ca khúc miêu tả về sự mâu thuẫn trong cuộc sống, và sự khát khao tìm được một thứ gì đó hay một ai đó có thể đưa ra một định hướng rõ ràng. Arrow Key có nghĩa là biểu tượng mũi tên, nhưng lời ca ẩn dụ cho sự định hướng: 
```
"Been climbing up/the walls but I am falling down
I've been running through the streets
But I still haven't found
I'm looking for, I'm searching for it desperately
But I can't find the arrow key."
```

Ngày 18 tháng 4, website chính thức của Lena xác nhận rằng Mr. Arrow Key sẽ trở thành đĩa đơn thứ bảy của Lena, cũng là đĩa đơn thứ ba trích từ album Stardust. Đầu tháng 5, Mr. Arrow Key phiên bản đĩa đơn đã xuất hiện trên Amazon.
Ngày 12 tháng 10 năm 2012, ca khúc xuất hiện trên chương trình TV buổi sáng của đài truyển hình Sat.1 Trước đó vào tháng 9 cùng năm, Lena đã trình diễn ca khúc này lần đầu tiên trong một lễ hội âm nhạc tại Reeperbahn Festival 2012, cùng với các ca khúc khác của cô trong album. Lena cũng đã trình bày ca khúc này nhiều lần trong No One Can Catch Us diễn ra ngay trước đó.
Ngày 10, tháng 5 năm 2013, cô trình diễn ca khúc này trong đêm chung kết của The Voice Kids of Germany.
Trong buổi phỏng vấn cùng Universal, Lena có một số chia sẻ về ca khúc này:
"Trong những năm gần đây, tôi nhiều lần đã ước có một ai đó giúp tôi bớt đưa ra những quyết định khó khăn. Một người đưa ra bản kế hoạch cuối cùng cho cuộc đời tôi. Một loại kiểu như hệ thống định hướng cá nhân. Đó là điểm nhấn trong 'Mr. Arrow Key'.
Tôi đã viết lời và giai điệu cùng với người chị tuyệt vời Linda Carlsson và được Sonny Gustafsson sản xuất. [...] Ngoài ra, tôi đã luôn muốn có một ca khúc với một trong những loại kèn retro trumpets có nguồn gốc từ 'Beirut'. Và bây giờ thì tôi đã có được."

## MV
MV được phát hành vào ngày 14 tháng 4 năm 2013. Nó chứa nhiều cảnh từ No One Can Catch Us Tour, một tour lưu diễn qua 13 thành phố ở Đức, nhiều nhất là các cảnh quay tại buổi biểu diễn ở Offenbach.

## Tracklist
| STT | Nhan đề                                 | Thời lượng |
| --- | --------------------------------------- | ---------- |
| 1.  | "Mr. Arrow Key"                         | 3:33       |
| 2.  | "Mr. Arrow Key" (Trực tiếp tại Hamburg) | 4:18       |
| 3.  | "Stardust" (Trực tiếp tại Hamburg)      | 5:06       |
| 4.  | "Goosebumps" (Trực tiếp tại Hamburg)    | 4:38       |

## Credit
- Hát chính - Lena Meyer-Landrut
- Sáng tác - Lena Meyer-Landrut, Sonny Boy Gustafsson, Linda Carlsson
- Sản xuất - Sonny Boy Gustafsson
- Guitar, synthesizer, bộ gõ: Sonny Boy Gustafsson
- Hát lót - Sonny Boy Gustafsson, Linda Carlsson
- Bass - Clas Lassbo
- Trống - Gustav Nahlin
- Trumpet - Johan Jonsson
- Tenor saxophone - Linus Lindblom
- Trombone - Magnus Wiklund
- Mix - Black Pete
- Mastering - Greg Calbi
- Hãng đĩa: Universal Music

## Bảng xếp hạng
| Bảng xếp hạng (2013)                            | Vị trí cao nhất |
| ----------------------------------------------- | --------------- |
| Trường songid là BẮT BUỘC CHO BẢNG XẾP HẠNG ĐỨC | 46              |